# Hyatt

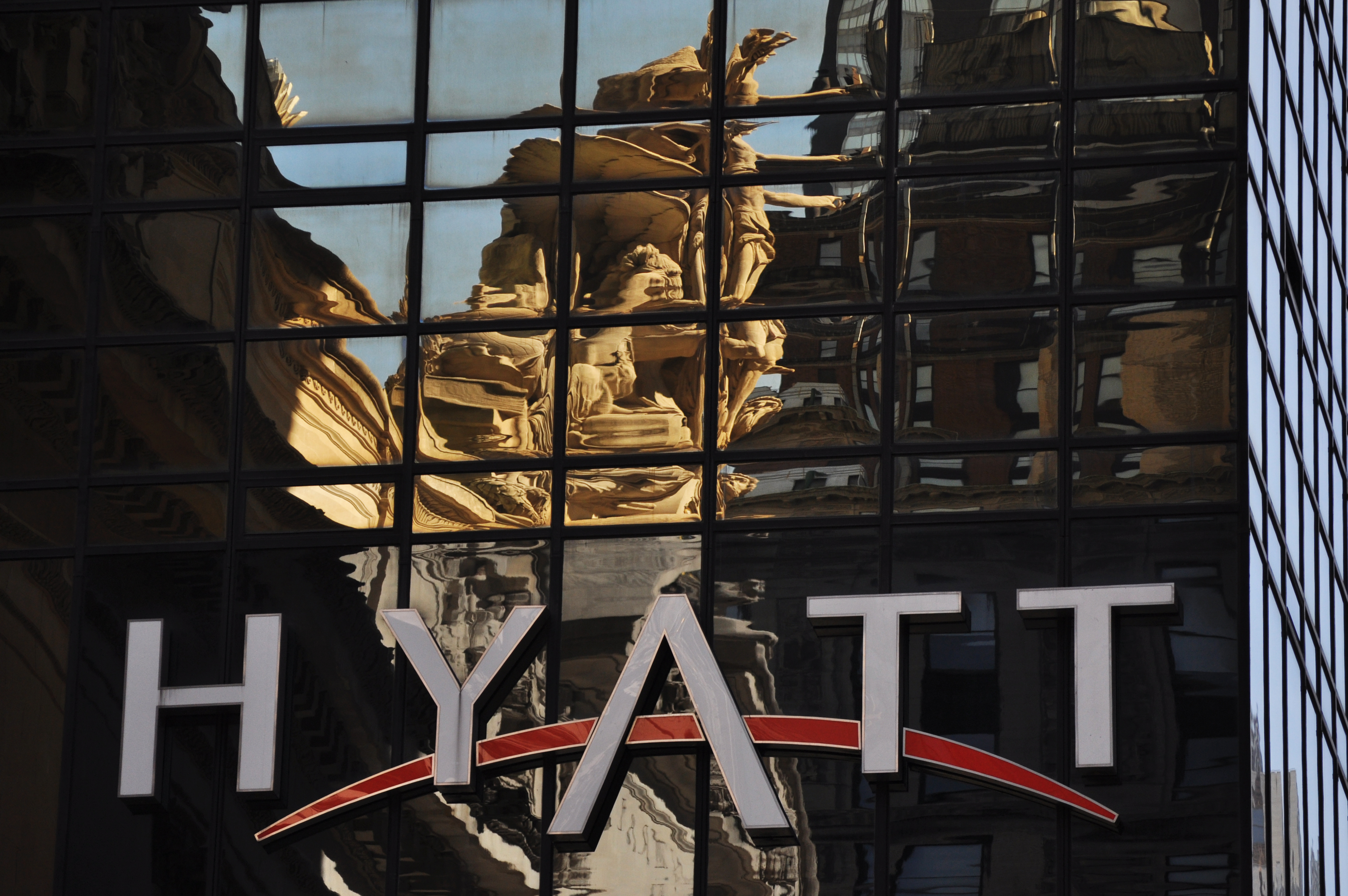
HYATT

Hyatt (NYSE: H) é uma marca internacional de hotéis, dentro da Global Hyatt Corporation, que opera inúmeras propriedades. Sua sede está localizada em um moderno arranha-céu de Chicago, Illinois, nos Estados Unidos.

## Hotéis no Brasil
| Cidade (Localização)  | Estado         |
| --------------------- | -------------- |
| Rio de Janeiro        | Rio de Janeiro |
| São José do Rio Preto | São Paulo      |
| São Paulo             | São Paulo      |
| Macaé                 | Rio de Janeiro |